# رصدخانه شهری
رصدخانه شهری (Urban Observatory) مفهومی جدید در نظام مدیریت شهری است که بر پایه آمار و اطلاعات بنا می‌شود و امکان رصد فعالیت‌ها و تحولات شهری را بر پایه داده‌ها فراهم می‌سازد. مرکز اسکان بشر ملل متحد، رصدخانة شهری را چنین تعریف کرده است: «رصدخانة شهری، شبکه‌ای از ذینفعانی است که مسئول تولید، تحلیل و انتشار داده‌ها در مجموعه‌ای معنادار از شاخص‌ها هستند که به طور جمعی در اولویت‌بندی مسائل مربوط به توسعة پایدار انعکاس می‌یابند. منابع داده و اطلاعات تولید شده توسط شبکة محلی، برای حمایت از تصمیم‌گیری و شکل‌گیری سياست‌های آگاهانه تر استفاده مي شوند. بنابراین، رصدخانة شهری، نقطه‌ای کانونی برای پایش شهری در سطح محلی، ملی یا منطقه‌ای است» . رصدخانه اصطلاح فراگیری است که برای نشان دادن طیف گسترده‌ای از ساختارهای مختلف استفاده می‌شود که مفهوم محوری آنها رصد کردن و استفاده از فنون پایش (monitoring) است . رصدخانه‌های شهری در سطوح محلی، ملی و منطقه‌ای تشکیل می‌شوند.

## سطوح رصدخانه‌های شهری
مركز اسكان بشر ملل متحد، بر اساس قلمروي جغرافيايي، رصدخانه‌هاي شهري را در سه سطح محلی، ملی و منطقه‌ای به شرح زیر دسته‌بندي نموده است و رصدخانه شهری جهانی (Global Urban Observatory) به عنوان رابط ميان ساير رصدخانه‌هاي شهري در پايش جهاني دستورالعمل اسكان بشر فعاليت مي‌كند .

### رصدخانه شهری منطقه‌ای (Regional Urban Observatory (RUO))
رصدخانه‌های شهری منطقه‌ای در سازمان‌های منطقه‌ای یا دانشگاهی میزبانی می‌شوند تا به ارائه خدمات فنی به NUO و LUO از طریق بومي‌سازي ابزارهای پايش، ظرفیت‌سازی و همچنین هدايت خط‌مشي‌ها با استفاده از دانش مبتنی بر شواهد بپردازند.

### رصدخانه شهری ملی (National Urban Observatory (NUO))
شبکه رصدخانه‌هاي شهری محلي به وسيله رصدخانه‌هاي شهری ملی در صورت لزوم تسهیل می‌شوند. رصدخانه‌های ملی شهری مساعدت‌هاي مربوط به ظرفیت‌سازي را هماهنگ كرده و به گردآوری و تحلیل داده‌های شهری برای پايش روندها و تدوين سیاست‌های ملی مي‌پردازند.

### رصدخانه شهری محلی (Local Urban Observatory (LUO))
رصدخانه‌هاي شهری محلی عموماً نهادهاي غيردولتی، مراکز پژوهشی و یا موسسه‌های آموزشی هستند که در آنها ابزارهای پايش از طريق فرایندهاي مشورتی براي سیاست‌گذاری توليد و استفاده می‌شود. یک رصدخانه شهری محلی برای یک شهر یا شهرستان، نقطه کانونی برای تدوين و برنامه‌ریزی سیاست‌های شهری است که در آن همکاری میان سیاست‌گذاران، کارشناسان فنی و نمایندگان گروه‌های همکار مورد حمایت و تقويت قرار می‌گیرد.

## نمونه‌های رصدخانه شهری

### رصدخانه شهری مشهد

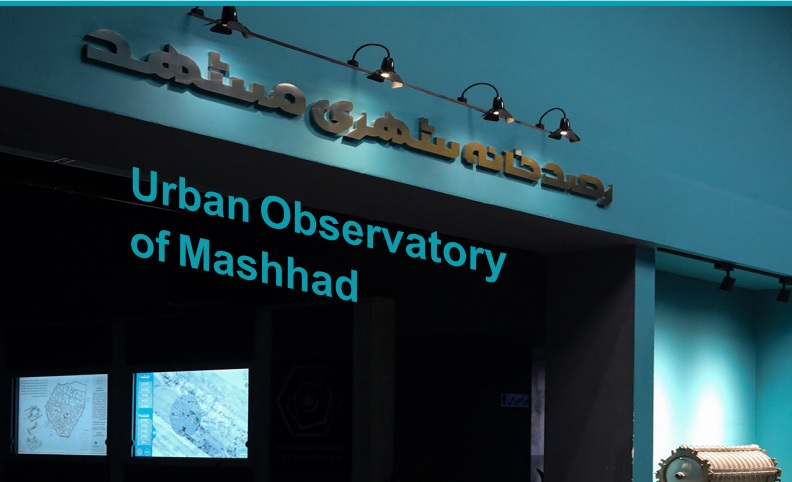
رصدخانه شهری مشهد

شهر مشهد به عنوان دومین کلانشهر کشور، بر اساس مطالعات پایه 1395 هجری شمسی که توسط دانشگاه فردوسی مشهد به سرپرستی آقای دکتر سعید عربان و تحت نظارت دکتر علی قهرمانی به انجام رسیده بود، عملیات اجرایی پروژه رصدخانه شهری مشهد را از آذرماه 1399 آغاز نمود و در آبان‌ماه 1402 افتتاح گردید و به بهره‌برداری رسید.

### رصدخانه شهری اصفهان
رصدخانه شهری اصفهان در راستای گردآوری اطلاعات درست، دقیق و بهنگام به عنوان سیستم پشتیبان تصمیم و با هدف تسهیل تصمیم‌گیری مبتنی بر شواهد در سطح محلی (کلانشهری) شکل گرفته و اهداف آن به شرح زیر است :
- دستيابي به شناخت غني و دقيق از وضعيت حال و آينده شهر اصفهان
- تسريع و تسهيل در دسترسي به اطلاعات شهري
- گسترش و تقويت شبكه تعاملي مديران، خبرگان و جامعه محلي
- ترويج فرهنگ سنجش و پايش و تصميم‌گيري مبتني بر شواهد

از جمله خروجی‌های رصدخانه شهری اصفهان می‌توان به داشبورد شاخص‌های شهری، گزارش‌های موضوعی رصدی و گزارش‌های تصویری اشاره نمود . 